# عروس بیابان
عروس بیابان (به اسپانیایی: La novia el desierto) فیلمی در ژانر درام به کارگردانی سیسیلیا آتان و والریا پیواتو است که در سال ۲۰۱۷ منتشر خواهد شد. این فیلم برای رقابت در بخش نوعی نگاه هفتادمین جشنواره فیلم کن انتخاب شده است.

## بازیگران
- پائولینا گارسیا